# أم طرفة (مشرحات)
أم طرفة (بالفارسية: ام‌الطرفه) هي قرية تقع في إيران في قسم مشرحات الريفي. يقدر عدد سكانها بـ 151 نسمة بحسب إحصاء 2016.